# Technothriller
Technothriller – gatunek literacki łączący elementy science fiction, thrillerów, powieści szpiegowskich, akcji oraz powieści wojennych. Charakteryzuje się dużą ilością szczegółów technicznych dotyczących omawianego tematu (zwykle technologii wojskowej), często w proporcji większej niż w innych gatunkach. Tylko gatunek hard science fiction osiąga porównywalny poziom technicznych szczegółów. Wewnętrzne mechanizmy działania technologii oraz rozmaitych dyscyplin, takich jak szpiegostwo, sztuki walki czy polityka, są dokładnie zgłębiane, a fabuła często opiera się na tych szczegółach. Gatunek ten pojawił się na początku XX wieku i zaczął się rozwijać oraz ugruntować w połowie tego samego stulecia.
Za „ojców współczesnego technothrillera” uważani są: Michael Crichton, autor powieści „Andromeda” znaczy śmierć oraz Tom Clancy, twórca Polowania na Czerwony Październik.